# Скиулешти (Прахова)
Скиулешти (рум. Schiulești) насеље је у Румунији у округу Прахова у општини Извоареле. Oпштина се налази на надморској висини од 621 m.

## Становништво
Према подацима из 2002. године у насељу је живело 1257 становника, од којих су сви румунске националности.